# ال‌روزا (مینه‌سوتا)
ال‌روزا، مینه‌سوتا (به انگلیسی: Elrosa, Minnesota) یک شهر در ایالات متحده آمریکا است که در شهرستان استیرنز، مینه‌سوتا واقع شده‌است.

## خصوصیات
ال‌روزا ۰٫۴۴ کیلومترمربع مساحت و ۲۱۱ نفر جمعیت دارد و ۴۰۰ متر بالاتر از سطح دریا واقع شده‌است.